# Salut les copains (collection de disques)
 (novembre 2017).
Si vous disposez d'ouvrages ou d'articles de référence ou si vous connaissez des sites web de qualité traitant du thème abordé ici, merci de compléter l'article en donnant les références utiles à sa vérifiabilité et en les liant à la section « Notes et références ».
Pour les articles homonymes, voir Salut les copains.
Salut les copains est une collection de disques des années 1959-1976 publiée chez PolyGram Universal Music France.  Ce sont des compilations de la musique Yéyé de l'émission de variétés radiophonique Salut les copains, surtout de la musique française mais aussi quelques chansons d'autres pays européens ou de l'Amérique mais populaire en France,,,.